# Han Xin
Han Xin (韩信; Hán Xìn), född 231 f.Kr., död 196 f.Kr., var en av Kinas genom tiderna mest framgångsrika generaler. Han är mest känd för att spelat en viktig roll under Liu Bangs väg till makten och grundande av Handynastin (206 f.Kr.–220). Han Xin var tillsammans med Zhang Liang och Xiao He känd som "Tre hjältar av Handynastin".

## Uppväxt och inledande karriär
Han Xin föddes runt 231 f.Kr. och växte upp som fattig och föräldralös i Huai'an i Jiangsuprovinsen. Han var redan som ung mycket intresserad av krigskonst och bar vanligtvis svärd.
Under Qindynastin (221–206 f.Kr.) tjänade Han Xin under rebellen Xiang Liang (項梁). Efter att Xiang Liang avlidit och Qindynastin fallit 206 f.Kr. gick Kina in i den oroliga tiden för Chu-Han-kriget och arton Kungadömen. Han Xin sökte då upp Xian Liangs brorson Xiang Yu som styrde Västra Chu. Xiang Yu såg inte Han Xins tallanger och gav honom bara en tjänst på en låg nivå. Han Xin vände sig då till Xiang Yus konkurrent om makten; Liu Bang som regerade den mindre inflytelserika staten Han.
En av Liu Bangs rådgivare kände till Han Xins talang och lyckades trots Liu Bangs tveksamhet få honom att rekrytera Han Xin. Liu Bang gav Han Xin en position som grand general (大將軍). Han Xin presenterade en plan för hur Xiang Yu skulle besegras, och  Liu Bang valde att följa hans idéer.

## Kriget mot Västra Chu
Han Xin inledde sin karriär med att genom en krigslist erövra riket Yong norr om Han. Han Xin var mycket lojal mot Liu Bang och stödde honom vid erövringen av Pengcheng (dagens Xuzhou) 205 f.Kr. och slaget vid Yingyang. Han fortsatte att med olika innovativa strategier erövra rikena Wei, Zhai, Yan, Dai och Qi. Med dessa erövrade territorierna började nu Västra Chu bli omringat. 202 f.Kr. blev Han Xin befordrad till premiärminister (相国). Efter detta erövrade Han Xin riket Qi och blev kung av Qi.
Senare 202 f.Kr. sändes Han Xin till Gaixia för den slutliga striden mot Xiang Yu. Han Xin ledde slaget vid Gaixia som ledde till att Xiang Yu begick självmord och Liu Bang tog makten över hela Kina och grundade Handynastin.

## Kung av Chu
Efter att Liu Bang grundat Handynastin och utropat sig som kejsar Han Gaozu fick Han Xin titeln Kung av Chu, och förlorade sin position som militär. Trots att Han Xin inte var militär längre höll han sig ändå med styrkor och började bli beskylld för att planera uppror. Han Xin blev arresterad 201 f.Kr., men benådad och även degraderad till Markis av Huaiyin (淮陰侯).

## Död
197 f.Kr. gjorde kungen av Dai uppror mot kejsar Gaozu. Kejsaren gav sig själv ut på fälttåget att bekämpa rebellerna. Han Xin planerade att utnyttja situationen för att attackera huvudstaden. Änkekejsarinnan Lü insåg att Han Xin var ett hot om makten. Han Xin leddes i en fälla och avrättades 196 f.Kr. i Weiyangpalatset.